# Bastaardrups

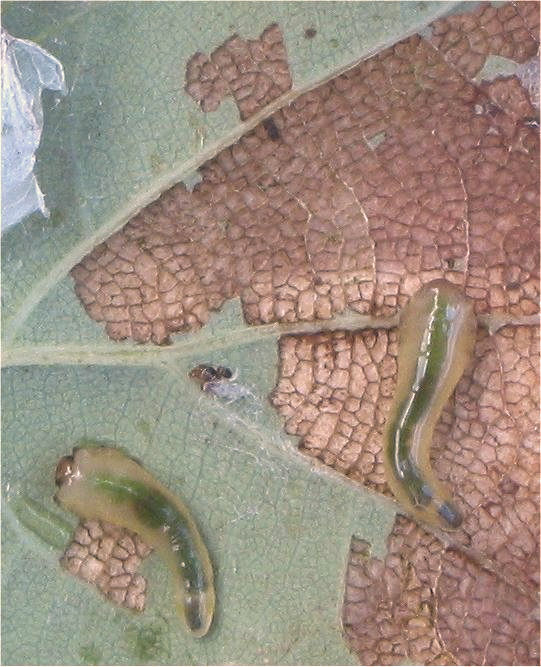
Bastaardrups van lindebladwesp op zomereik

Een bastaardrups is de larve van een bladwesp (Symphyta), zoals de lindebladwesp, bessenbladwesp, aardbeibladwesp en vruchtboombladwesp. Het zijn geen echte rupsen. Bij een bastaardrups is er tussen de buik- en borstpoten slechts 1 segment pootloos, en bij een echte rups zitten daar 2 pootloze segmenten. Een bastaardrups heeft drie paar borstpoten (echte poten) en zeven of acht paar achterlijfspoten (schijnpoten of propoten). Echte rupsen hebben hoogstens 5 paar van deze schijnpoten. Een bastaardrups heeft een bolronde kop met aan beide zijden een oog.
Bastaardrupsen skeletteren de bladeren van hun gastplanten.

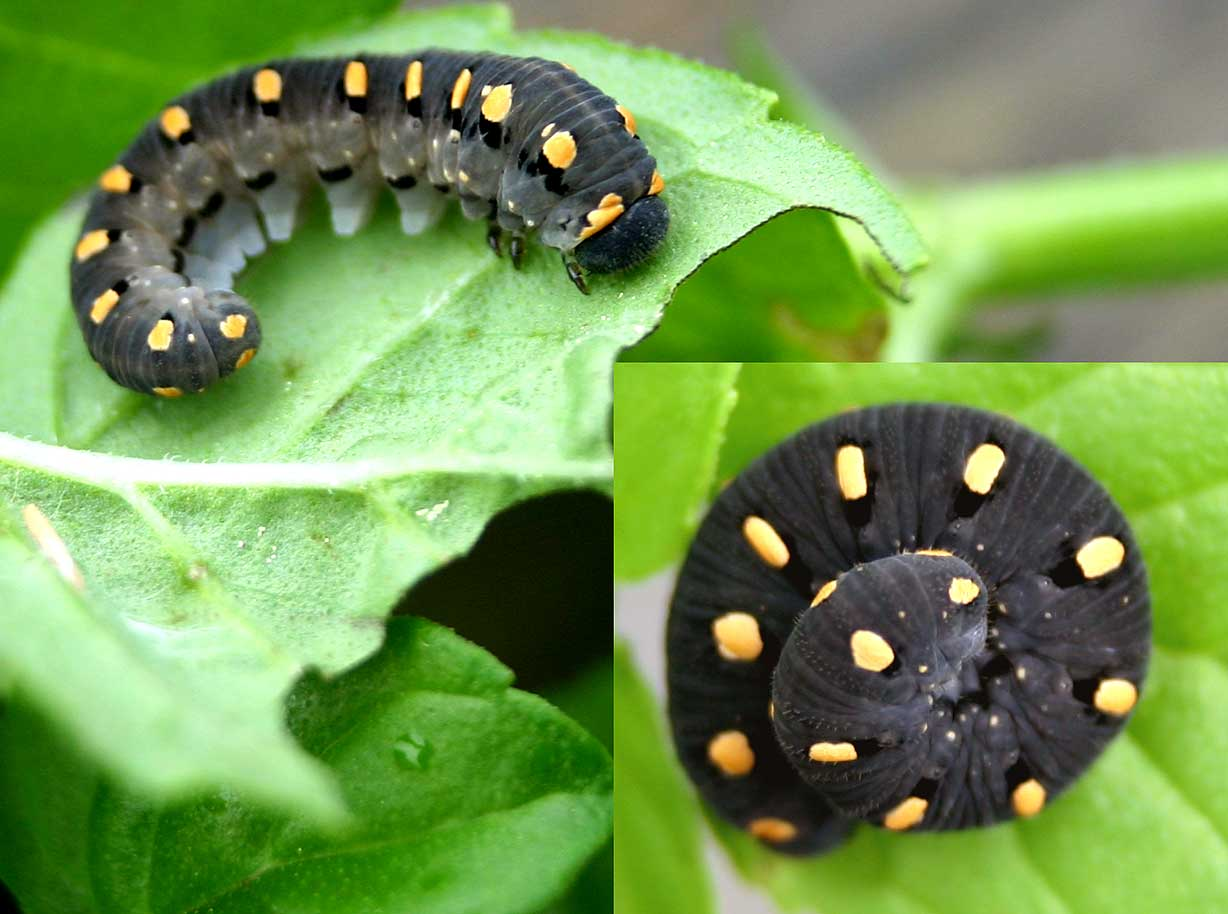
De bastaardrups van Tenthredo marginella lijkt zeer veel op een rups maar tussen buik- en borstpoten is slechts 1 segment pootloos
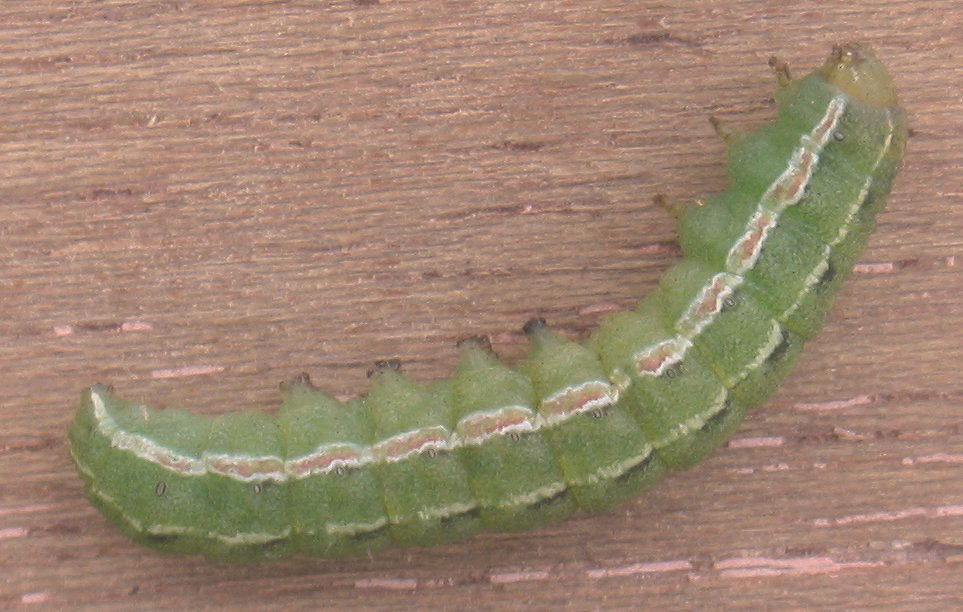
Ter vergelijking: de rups van de huismoeder (tussen buik- en borstpoten 2 segmenten pootloos)
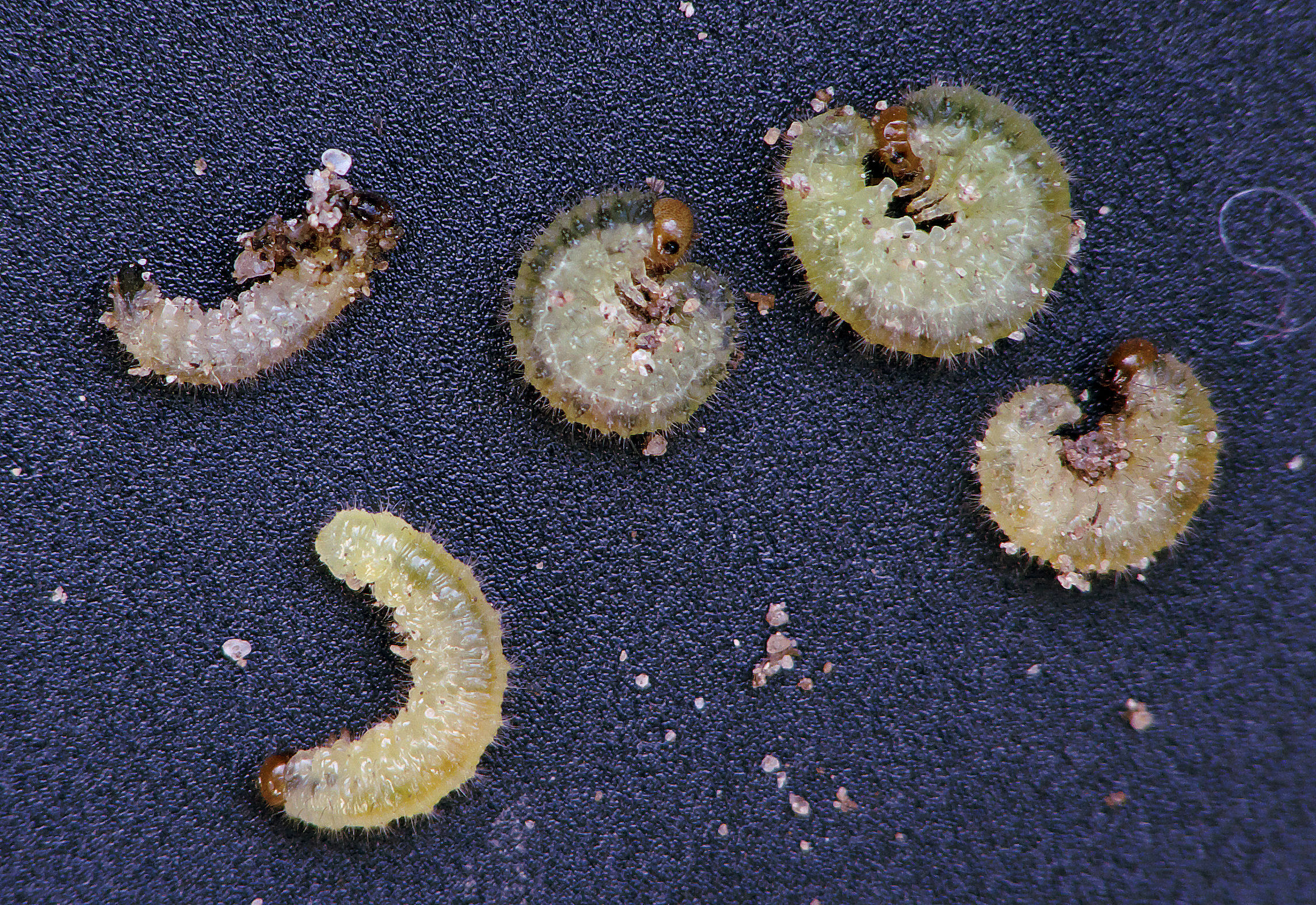
De bastaardrupsen van de aardbeibladwesp